# ハンカチ落とし
ハンカチ落とし（ハンカチおとし）とは、ハンカチを用いた野外または屋内で行う遊び。

## 概要

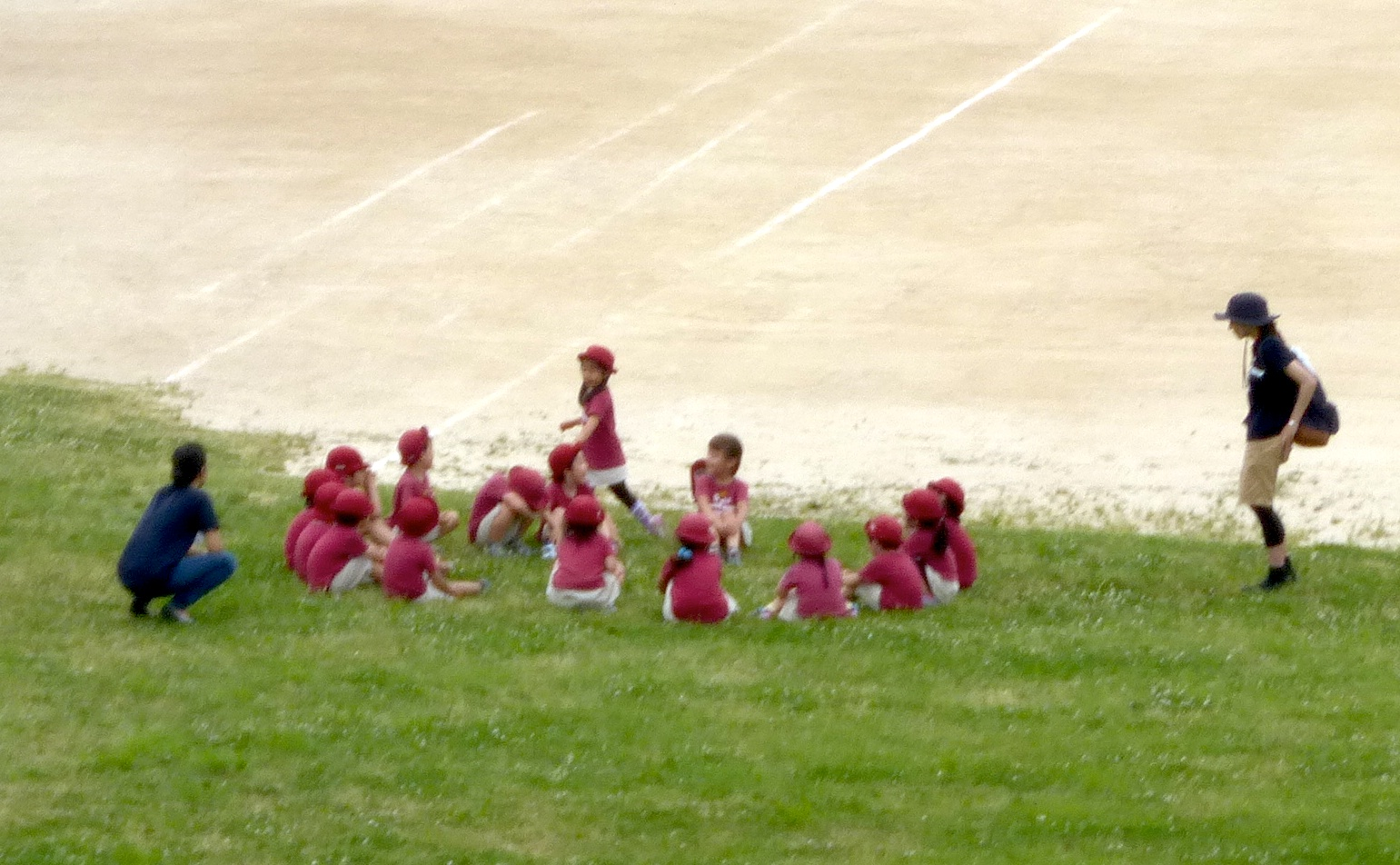
ハンカチ落としに興じる日本の子供達

参加する人は鬼とそれ以外に分かれる。鬼以外の人は円になって内側を向いて座り、鬼はハンカチを持ってその円の外周を走る。鬼は気づかれないように一人の背後にハンカチを落とし、ハンカチを落とされた人は鬼が1周して自分の所に戻ってくる前に、鬼を追いかけなければならない。鬼がハンカチを落とした後、追いつかれることなくハンカチを落とされた人のところに座り込めば鬼の勝ちとなり、鬼を交代する。追いつかれた場合には、再び鬼とならなければならない。
また、鬼が一周してくるまでハンカチに気付かず、鬼にタッチされた人は円の中心に座らされて遊びに参加できなくなるというルールがある場合もある。この場所は「便所」などと呼ばれ、新たに「便所」に入る人が現れるまで出ることができないが、「便所」の人への配慮として、「鬼が5回変わるまで」などの時間制限が設けられることもある。
日本では、明治時代にはこの遊びが紹介されていることが確認出来る。

## プログラミング問題への応用
ハンカチ落としは一定の条件を付けてプログラミングの問題に応用される。具体的には全員が等速（鬼に追いつかれない）で鬼が一周回るまでに必ず気づくという条件を付けたうえで、円を最初の並び順と逆の並び順にするときの全員の総走行距離を求めるプログラムの作成などである（人数を増やしたり特定の順番の人間を座ったまま固定したりして、プログラミングの応用を図る）。